# Муниципальное образование «Буреть»
Муниципальное образование «Буреть» — муниципальное образование со статусом сельского поселения в 
Боханском районе Иркутской области России. Административный центр — Буреть.

## Население
| 2010  | 2011  | 2012  | 2013  | 2014  | 2015  | 2016  |
| ----- | ----- | ----- | ----- | ----- | ----- | ----- |
| 1445  | →1445 | ↗1459 | ↗1465 | ↘1441 | ↘1427 | ↘1413 |
| 2017  |       |       |       |       |       |       |
| ↘1411 |       |       |       |       |       |       |

По результатам Всероссийской переписи населения 2010 года численность населения муниципального образования составила 1445 человек.

## Состав сельского поселения
| № | Населённый пункт | Тип населённого пункта       | Население |
| - | ---------------- | ---------------------------- | --------- |
| 1 | Буреть           | село, административный центр | ↗1084     |
| 2 | Быргазова        | деревня                      | ↗160      |
| 3 | Грязная          | деревня                      | ↗145      |
| 4 | Шарагун          | деревня                      | ↘70       |